# Bœurs-en-Othe
Bœurs-en-Othe település Franciaországban, Yonne megyében. Lakosainak száma 337 fő (2022. január 1.). Bœurs-en-Othe Bérulle, Saint-Mards-en-Othe, Chailley, Aix-Villemaur-Pâlis, Fournaudin, Sormery, Turny és Venizy községekkel határos.

## Népesség
A település népességének változása:
| Lakosok száma | 339  | 343  | 351  | 343  | 342  | 341  | 340  | 339  | 337  |
|               | 2013 | 2015 | 2016 | 2017 | 2018 | 2019 | 2020 | 2021 | 2022 |